# اچ‌ام‌سی‌اس کروسیدر (آر۲۰)
اچ‌ام‌سی‌اس کروسیدر (آر۲۰) (به انگلیسی: HMCS Crusader (R20)) یک کشتی بود که طول آن ۳۲۶٫۷۵ فوت (۹۹٫۵۹ متر) بود.